# 鴨田勝雄
鴨田 勝雄（かもた かつお、1939年8月27日 - 2002年10月27日）は愛媛県新居浜市出身の野球選手（捕手）・監督。
新居浜商高や法政大学で監督を務め、1980年代の法政全盛期を支えた。

## 経歴
新居浜東高卒業後の1958年に法政大学（夜間部）へ進学し、野球部では主に捕手としてプレー。大学卒業後の1962年に新居浜へ帰郷し、新居浜商業監督に就任。1975年には片岡大蔵や続木敏之を擁するチームを率い、北四国大会を突破して夏の選手権大会へ初出場を果たした。同大会では決勝で習志野高校にサヨナラで惜敗するも、準優勝している。
1978年から母校・法大の監督に就任し、1980年秋の東京六大学リーグで監督として初優勝。1982年には田中富生・木戸克彦のバッテリーと西田真二という同年のドラフト会議でいずれも1位指名される3選手を擁して春のリーグ戦を10戦全勝で制し、自身初の出場となった全日本大学選手権でも優勝。1984年・1985年には全日本大学選手権を連覇するなど、同野球部の全盛期を支えた。法大の歴代監督の中でも156勝で最多勝、最多優勝回数、最多勝率.725の3部門で1位であり、東京六大学の監督で全勝優勝を2回達成した唯一の監督である。また、上記の1982年の3人を含め、監督（新居浜商高時代含む）として通算31人のプロ野球選手を輩出した。
この間、日米大学野球選手権大会では第11回・第13回・第14回で日本代表監督を、ロサンゼルスオリンピック野球日本代表でコーチをそれぞれ務めた。1986年で竹内昭文に法政の監督を引継ぎ、1987年からは日本IBM野洲監督に就任。同年の都市対抗で同社を初出場に導き、1990年も同大会に出場。なお、いずれも初戦で敗退している。
IBM監督を退いた後も中主町（現・野洲市）に住み、2002年10月に心不全のため逝去。
- 1982年春 全勝優勝胴上げ
- 左:1982年 阪神ドラフト1位 木戸克彦 右:鴨田監督
- 左:1982年 広島ドラフト1位 西田真二 右:鴨田監督
- 1984年ロサンゼルスオリンピック 金メダル獲得（コーチ） 後列左から3人目。同5人目は西川佳明。右に宮本和知、上田和明、広澤克実、秦真司、和田豊ら

## 指導人物
法政大
- 住友一哉
- 武藤一邦
- 池田親興
- 川端順
- 木戸克彦
- 西田真二
- 田中富生
- 小早川毅彦
- 銚子利夫
- 秦真司
- 島田茂
- 山越吉洋
- 西川佳明
- 若井基安
- 猪俣隆
- 石井丈裕
- 金子誠一
- 高田誠
- 秋村謙宏
- 松井達徳

新居浜商業高
- 続木敏之